# ハイランド灯台
ハイランド灯台 (Highland Light (旧名ケープ・コッド灯台(Cape Cod Light )) は、アメリカ合衆国マサチューセッツ州ノース・トゥルーロのケープ・コッド国立海浜公園にある灯台。現役の灯台であり、ケープコッドで最古、最高の灯台である。敷地は年中公開されているが、灯台内部のガイド・ツアーは5月から10月までである。アメリカ合衆国国立公園局が所有し、アメリカ沿岸警備隊が灯台を操業し、ハイランド博物館・灯台社が保全している。アメリカ海軍船USSハイランド・ライトIX-48はこの灯台に因んで名付けられた。ハイランド・ライト・ステーション(Highland Light Station )としてアメリカ合衆国国家歴史登録財に認定された。

## 歴史
1797年、ジョージ・ワシントンに認可され、ケープ・アンとナンタケットの間の海岸線での危険性を船に知らせるためケープ・コッドのこの地に木製の灯台が創立された。ケープ・コッドで最初に建てられた灯台である。1833年、木製からレンガに建て替えられ、1840年、新たな灯火室および灯火装置が設置された。1857年、老朽化により総額1万7千ドルで現在の66フィート (20 m)のレンガ製灯台が建てられ、パリから初めてフレネルレンズを取り寄せた。灯台そばの灯台守の家および発電小屋が現存している。
1932年、千ワットのランプにアップグレードした。フレネルレンズ・システムは最初2回転のクラウス・ハインズDCB-36に置き換えられ、その後予備としてカーリスル&フィンチDCB-224が用意された。フレネルレンズは外す際に大きく損傷したが、破片が博物館に展示されている。1998年、VBR-25光学システムが導入された。
1996年7月、海岸浸食の危険性により、ニューヨーク州バッファローを拠点とするインターナショナル・チムニー社とメリーランド州のエキスパート・ハウス・ムーバーズにより18日間をかけて450フィート (140 m)西に移動された。現在ケープ・コッド国立海浜公園の一部となっており、ハイランド・ゴルフ・コースと隣接している。飛んできたゴルフ・ボールが窓を破壊して以降、壊れにくい窓に取り換えられた。トゥルーロのハイランド・ライト通り沿いにある敷地は年中公開されているが、国立公園局所有の博物館およびツアーは夏季のみである。

## ギャラリー
ハイランド灯台(ケープ・コッド灯台)の画像
- アメリカ議会図書館のヒストリック・アメリカン・ビルディングス・サーベイ・コレクションの1959年の灯台
- 当初の灯台の位置は岩で示されている
- 現在のVRB-25光学システム
- 2014年9月の灯台の様子

## 関連事項
- National Register of Historic Places listings in Barnstable County, Massachusetts
- National Register of Historic Places listings in Cape Cod National Seashore